# Vârful Piatra Mare, Munții Piatra Mare
Vârful Piatra Mare este piscul cel mai înalt din masivul omonim, Masivul Piatra Mare. Altitudinea sa este de 1.843 m.